# Amastus alba
Amastus alba là một loài bướm đêm thuộc phân họ Arctiinae, họ Erebidae.